# Norbert
Norbert är ett germanskt mansnamn som består av Nor (norr) och berath (ljusande).

## Personer med namnet Norbert
- Norbert av Xanten, tyskt helgon.
- Norbert Blüm, tysk politiker.
- Norbert Elias, tysk sociolog.
- Norbert Gyömbér, slovakisk fotbollsspelare.
- Norbert Kröcher, tysk terrorist.
- Norbert Masur, svensk affärsman och diplomat.
- Norbert Schultze, tysk kompositör.
- Nobby Stiles, engelsk fotbollsspelare, VM-guld 1966.

## Fiktiva figurer
- Norbert – en drake i Harry-Potter-böckerna.